# Vacceos Cavaliers
Vacceos Cavaliers ist ein Rugby Union Klub aus der spanischen Stadt Valladolid. Das Franchise, das vom Rugbyverein RC El Salvador geleitet wird, nimmt an der Superibérica de Rugby teil und umfasst das Einzugsgebiet von ganz Kastilien-León. Der Name Vacceos bezieht sich auf das keltiberische Volk der Vaccaer, das am oberen Duero siedelte.
Die Mannschaft trägt ihre Heimspiele im Campos de Rugby Pepe Rojo aus. Die Mannschaftsfarben sind Schwarz und Weiß.